# Kevin Mayer
Kevin Mayer (Argenteuil, 10 de fevereiro de 1992) é um decatleta francês, atual recordista mundial, campeão mundial e medalhista de prata olímpico no decatlo.
Começou sua carreira internacional conquistando a medalha de ouro no decatlo no Campeonato Mundial Júnior de Atletismo de 2010, aos 18 anos.   Dois anos depois, na sua primeira competição adulta global, participou dos Jogos de Londres 2012 onde ficou em 15º lugar, com 7952 pontos. Quatro anos depois, na Rio 2016, ele ganhou a medalha de prata com um recorde pessoal de 8834 pontos e liderou a competição durante o primeiro dia de provas, ficando ao final atrás apenas do bicampeão olímpico e então recordista mundial Ashton Eaton, dos Estados Unidos. 
Em 2017, competindo pela primeira vez numa prova completa do decatlo, ele venceu o Campeonato Mundial realizado em Londres, a primeira conquista internacional da França nesta modalidade. Com 8768 pontos, ele quebrou seu recorde pessoal e fez a melhor marca daquele ano. Em 16 de setembro de 2018, se tornou o primeiro francês recordista mundial do decatlo ao vencer uma competição na cidade de Talence, na França, em frente a seus compatriotas. Mayer fez 9126 pontos, 81 a mais que o recorde do antecessor Eaton, a maior diferença de pontos para um recorde anterior desde 1999.
Medalhista de prata em Tóquio 2020, tornou-se bicampeão mundial do decatlo com 8816 pontos no Campeonato Mundial de Atletismo de 2022, em Eugene, EUA.